# Amplada de banda

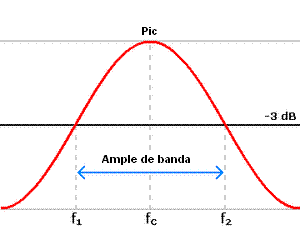
Amplada de banda d'un filtre. L'amplada de banda ve determinada per les freqüències compreses entre f_{1} i f₂.

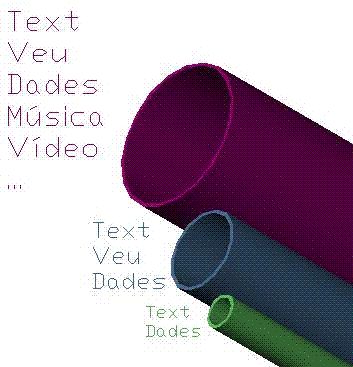
Analogia entre l'amplada de banda i les canonades.

L'amplada de banda és la quantitat d'informació o de dades que es pot transmetre per una connexió de xarxa en un període. L'amplada de banda s'indica generalment en bits per segon (bps), kilobits per segon (Kbps), o megabits per segon (Mbps).
L'amplada de banda per a senyals analògics és l'espai existent per transmetre una informació a través d'una xarxa de comunicació mesurada en hertz, del rang de freqüències en el qual es concentra la major part de la potència del senyal. Es pot calcular a partir d'un senyal temporal calculant la transformada de Fourier. També són anomenades freqüències efectives les pertanyents a aquest rang. Es podria fer una analogia amb el cabal d'aigua que pot passar per una canonada, on el diàmetre d'aquesta sigui l'equivalent a l'amplada de banda. Si el tub és més gruixut, podrà passar més aigua (el cabal serà major), per tant més informació per unitat de temps.
Així, l'amplada de banda d'un filtre és la diferència entre les freqüències en les quals la seva atenuació en passar a través del filtre es mantenen igual o inferior a 3 dB (decibel) comparada amb la freqüència central de pic (fc).
Mentre que en el camp de les telecomunicacions l'amplada de banda s'expressa en hertz, en informàtica es parla de bits per segon. Els dos conceptes estan relacionats pel teorema de Shannon-Hartley (dins la Teoria de la informació).
Dins el camp de les telecomunicacions, el concepte d'amplada de banda (BW) apareix en diferents disciplines (teoria i processament del senyal, telemàtica…) i s'utilitza amb matisos diferents, però tots remeten al mateix origen. Normalment els senyals generats en els sistemes electrònics, ja siguin dades informàtiques, veu, senyals de televisió, etc., són senyals que varien en el temps i no són periòdics, però es poden caracteritzar com la suma de molts senyals periòdics de diferents freqüències.
La freqüència és la magnitud física que mesura les vegades per unitat de temps en què es repeteix un cicle d'un senyal periòdic. Un senyal periòdic d'una sola freqüència té una amplada de banda mínima. En general, si el senyal periòdic té components en diverses freqüències, la seva amplada de banda és major, i la seva variació temporal depèn dels seus components freqüencials.

## Ús comú del terme
És comú anomenar amplada de banda digital a la quantitat de dades que es poden transmetre per unitat de temps. Per exemple, una línia ADSL de 256 kbps pot, teòricament, enviar 256.000 bits (no bytes) per segon. Això és, en realitat, la taxa màxima de transferència permesa pel sistema, que depèn de l'amplada de banda analògica, de la potència del senyal, de la potència del soroll i de la codificació del canal.
Un exemple de banda estreta és el que es realitza per mitjà d'una connexió telefònica i un exemple de banda ampla és el que es realitza per mitjà d'una connexió DSL, microones o T1. Cada tipus de connexió té la seva pròpia amplada de banda analògica i la seva taxa de transferència màxima. L'amplada de banda i la saturació de la xarxa són dos factors que influeixen directament en la qualitat dels enllaços i les comunicacions.

## Amplada de banda en teoria del senyal i comunicacions analògiques
L'amplada de banda definida de forma genèrica, fa referència a un rang de freqüències compreses entre dos límits i es mesura en hertzs (símbol: Hz), de manera que:
BW = fmax-fmin [Hz]
També sol utilitzar-se erròniament el terme amplada de banda per referir-se a la velocitat a la qual es transfereixen les dades per un bus d'ordinador o d'una xarxa local o d'Internet. Sol expressar-se en bytes per segon (B/s), megabytes per segon (MB/s) o gigabytes per segon (GB/s).
Es calcula multiplicant la freqüència de treball del bus, en cicles per segon pel nombre de bytes que es transfereixen en cada cicle.
Per exemple, un bus que transmet 64 bits de dades a 266 MHz tindrà una amplada de banda de 2,1 GB/s.
Algunes vegades es transmeten més d'un bit en cada cicle del rellotge. En aquest cas es multiplicarà el nombre de bits per la quantitat de transferències que es realitzen a cada cicle (MT/s).
Quan es tracta de senyals, és més senzill entendre el concepte d'amplada de banda des del domini freqüencial, és a dir, estudiant les components freqüencials dels senyals temporals. Mitjançant la transformada de Fourier (TF) es pot passar d'un domini a l'altre.
En aquest cas, l'amplada de banda d'un senyal seria el rang de freqüències mesurat en hertzs en el qual es concentra la major part de la potència del senyal.
En disseny de sistemes de comunicacions l'amplada de banda és un factor limitat inferiorment per les exigències d'un senyal (per exemple, l'amplada de banda que necessita un canal de ràdio és inferior al requerit per un canal de televisió), i limitat superiorment per les característiques tècniques que ofereixi el sistema (per exemple les limitacions de components electrònics o capacitat de processament) i la capacitat del canal utilitzat (per exemple l'espai de radiofreqüència disponible o amplada de banda màxim suportat del cablejat).
Un altre ús freqüent del concepte d'amplada de banda es troba en parlar de filtres informàtics. En aquest cas l'amplada de banda es defineix com el rang de freqüències d'un senyal que es veuen inalterades en passar per un filtre, és a dir, el conjunt de freqüències que el filtre "deixa passar" (d'aquí la seva classificació general com a filtres passabaix, passaalt, passabanda, passatot o de banda eliminada). Els límits de l'amplada de banda s'anomenen freqüències de tall i se situen a les freqüències on l'atenuació provocada pel filtre és de 3 decibels (o més) respecte a la banda de pas.

## Amplada de banda en teoria del senyal i comunicacions digitals
Quan es parla d'amplada de banda referida a comunicacions digitals s'usen d'una manera diferent per a quantificar-lo, ja que la informació s'envia en forma de seqüències de bits i, per tant, el que ens interessa és la capacitat que s'hagin d'enviar bits per unitat de temps. s'anomena velocitat de transmissió i es mesura en [bps] (taxa de bits).
BW = velocitat de transmissió = nombre de bits transmesos/unitat de temps [bps]
Actualment, amb la transició cap als sistemes digitals, es relaciona l'amplada de banda analògica i el digital quan es parla de sistemes de transmissió en medis compartits. Atès que han de suportar diverses comunicacions simultànies, les informacions digitals es modulen en bandes de freqüències analògiques (d'un BW determinat), que en funció de les modulacions utilitzades són capaces de suportar taxes de bits majors o menors. Un exemple d'això el trobem en la TDT. Es diu que es necessita una amplada de banda analògica de per exemple 900 MHz per transportar la informació digital corresponent a un canal de televisió amb una velocitat de transmissió determinada (que dependrà de la modulació utilitzada i la codificació/compressió del canal de televisió).
En medis de transmissió que utilitzen canals no compartits (per exemple les pistes d'un circuit integrat, els busos interns d'un ordinador personal o un sistema ethernet) l'amplada de banda analògica és molt elevat (no s'ha de compartir, depèn de limitacions físiques del medi) i normalment no modulem els senyals digitals, s'introdueixen directament dins el cable de manera que l'amplada de banda depèn de la capacitat de bits que s'ha d'introduir al medi.
Així, per exemple, es pot dir que una línia ADSL convencional pot tenir una amplada de banda de 8Mbps, que un sistema 10Base-T, disposa d'una amplada de banda de 10 Mbps. o que un sistema 100Base-T (o sistema Fast Ethernet), disposa d'una amplada de banda de 100 Mbps.

### Petit exemple d'amplada de banda
Pensa que l'amplada de banda és com una canonada. Com més gran sigui la canonada, més gran serà el volum d'aigua que hi pugui passar (o sigui hi haurà més informació).
Com més informació s'enviï, més haurà d'augmentar l'amplada de banda.
En les telecomunicacions podem aplicar el mateix concepte, l'amplada de banda és la canonada de la indústria de les comunicacions. Com més gran sigui la canonada, més informació podrà ser passada a través d'ella.

## Amplada de banda en emmagatzematge web
En emmagatzematge web o allotjament web, el terme "amplada de banda" és comunament utilitzat per a descriure la quantitat de dades transferides cap o des del lloc web a través d'un temps prèviament determinat. Una altra frase més específica per a aquesta accepció d'amplada de banda és transferència de dades mensual.

## Amplada de banda en connexions a Internet
Aquesta és una taula que mostra les amplades de banda màximes d'alguns tipus de connexions a internet (cal tenir en compte que dins el món digital, amplada de banda equival a la capacitat de transport del món analògic):
| 56 kbit/s     | Modem / Marcat telefònic |
| 1.544 Mbit/s  | T1                       |
| 10 Mbit/s     | Ethernet                 |
| 11 Mbit/s     | Sense fils 802.11b       |
| 43.232 Mbit/s | T3                       |
| 54 Mbit/s     | Sense fils-G 802.11g     |
| 100 Mbit/s    | Fast Ethernet            |
| 155 Mbit/s    | OC3                      |
| 300 Mbit/s    | Sense fils-N 802.11n     |
| 622 Mbit/s    | OC12                     |
| 1000 Mbit/s   | Ethernet Gigabit         |
| 2.5 Gbit/s    | OC48                     |
| 9.6 Gbit/s    | OC192                    |
| 10 Gbit/s     | Ethernet de 10 Gigabit   |

## Sistema d'antenes
En el camp de les antenes, hi ha dos mètodes diferents per expressar l'amplada de banda: la banda estreta i la banda ampla. Per tant, hi ha un conjunt de criteris per definir l'extensió de l'amplada de banda, com ara la impedància d'entrada, el patró, o la polarització electromagnètica.
L'amplada de banda percentual, generalment utilitzat per la banda estreta, es defineix com {\displaystyle \%B={\frac {f_{H}-f_{L}}{f_{c}}}=2{\frac {f_{H}-f_{L}}{f_{H}+f_{L}}}}. El límit teòric de l'ampla de banda fraccional és de 200%, que es produeix per {\displaystyle f_{L}=0}.
L'amplada de banda fraccional, generalment usada per l'amplada de banda de les antenes es defineix com: {\displaystyle B=f_{H}/f_{L},} i és presentat en forma de {\displaystyle B:1}.

## Fotònica
En la fotònica, el terme d'amplada de banda pot tenir diversos significats:
- l'amplada de banda de la sortida d'alguna font de llum, per exemple, un làser
- l'amplada del rang de freqüències que poden ser transmeses per algun element, per exemple, una fibra òptica
- l'augment d'amplada de banda d'un amplificador òptic
- l'amplada de la gamma d'algun altre fenomen, per exemple, una reflexió, la fase d'adequació d'un procés no lineal o una ressonància)
- la freqüència de modulació màxima d'un modulador òptic
- el rang de freqüències en les quals alguns aparells de mesura (per exemple, un mesurador de potència) pot funcionar
- la velocitat de dades (per exemple, en Gbit/s) obtinguts en un sistema de comunicació òptica.